# سنت هیلاری، کورن‌وال
سنت هیلاری (به انگلیسی: St Hilary) یک روستا و محله مدنی در بریتانیا است که در کورنوال واقع شده‌است. سنت هیلاری ۸۲۱ نفر جمعیت دارد.